# The Betrayed
The Betrayed es el cuarto álbum de estudio de la banda de rock alternativo galesa Lostprophets, lanzado a través de Visible Noise y Sony Music Entertainment el 13 de enero de 2010. Aunque la banda inicialmente quería grabar un rápido seguimiento de Liberation Transmission 2006, los problemas con las etiquetas y los productores llevaron a numerosos retrasos. En consecuencia, las pistas del álbum fueron interpretadas en vivo, ya en 2007, pero la grabación no se completó hasta julio de 2009, a raíz de la pena de todo un disco de material que se desechó por la banda.
Los singles son: ""It's Not the End of the World, But I Can See It from Here", "Where We Belong" y "For He's a Jolly Good Felon". "A Better Nothing" fue creado para ser el cuarto single, pero se cree que ha sido cancelada a la espera para el álbum solteros que saldrá a finales de año, y debido a las bajas ventas del tercer single "For He's a Jolly Good Felon".

## Listado de canciones
Todas las letras escritas por Ian Watkins, toda la música compuesta por Lostprophets except "It's Not the End of the World, But I Can See It from Here", by Lostprophets and Ilan Rubin. 
| Original CD |                                                             |          |  |
| N.º         | Título                                                      | Duración |  |
| 1.          | «If It Wasn't for Hate, We'd Be Dead by Now»                | 2:18     |  |
| 2.          | «Dstryr/Dstryr»                                             | 4:28     |  |
| 3.          | «It's Not the End of the World, But I Can See It from Here» | 4:19     |  |
| 4.          | «Where We Belong»                                           | 4:37     |  |
| 5.          | «Next Stop, Atro City»                                      | 3:02     |  |
| 6.          | «For He's a Jolly Good Felon»                               | 4:41     |  |
| 7.          | «A Better Nothing»                                          | 4:46     |  |
| 8.          | «Streets of Nowhere»                                        | 3:26     |  |
| 9.          | «Dirty Little Heart»                                        | 5:42     |  |
| 10.         | «Darkest Blue»                                              | 3:50     |  |
| 11.         | «The Light That Shines Twice as Bright...»                  | 5:52     |  |

| Japanese special edition | |          |  |
| N.º                      | Título | Duración |  |
| 1.                       | «If It Wasn't for Hate, We'd Be Dead by Now»                                                                           | 2:19     |  |
| 2.                       | «Dstryr/Dstryr» | 4:29     |  |
| 3.                       | «It's Not the End of the World, But I Can See It from Here»                                                            | 4:20     |  |
| 4.                       | «Where We Belong» | 4:37     |  |
| 5.                       | «Next Stop, Atro City»                                                                                                 | 3:02     |  |
| 6.                       | «For He's a Jolly Good Felon»                                                                                          | 4:43     |  |
| 7.                       | «AC Ricochet» | 3:55     |  |
| 8.                       | «A Better Nothing» | 4:45     |  |
| 9.                       | «Streets of Nowhere»                                                                                                   | 3:26     |  |
| 10.                      | «Dirty Little Heart»                                                                                                   | 5:44     |  |
| 11.                      | «Sunshine» | 4:34     |  |
| 12.                      | «Darkest Blue» | 3:51     |  |
| 13.                      | «The Light That Shines Twice as Bright...» (incluye una pista oculta tentativamente titulado "The Storm Is Coming...") | 19:53    |  |

| Japanese special edition bonus DVD |                                                                            |          |  |
| N.º                                | Título                                                                     | Duración |  |
| 1.                                 | «It's Not the End of the World, But I Can See It from Here» (music video)  |          |  |
| 2.                                 | «Where We Belong» (music video)                                            |          |  |
| 3.                                 | «Can't Catch Tomorrow (Good Shoes Won't Save You This Time)» (music video) |          |  |
| 4.                                 | «We Still Kill the Old Way» (live from Summer Sonic 08)                    |          |  |
| 5.                                 | «A Town Called Hypocrisy» (live from Summer Sonic 08)                      |          |  |
| 6.                                 | «Everyday Combat» (live from Summer Sonic 08)                              |          |  |
| 7.                                 | «Last Train Home» (live from Summer Sonic 08)                              |          |  |
| 8.                                 | «Shinobi vs. Dragon Ninja» (live from Summer Sonic 08)                     |          |  |
| 9.                                 | «Burn Burn» (live from Summer Sonic 08)                                    |          |  |

## Personal
- Ian Watkins - voz principal
- Jamie Oliver - Piano, Teclado, muestras, coros
- Lee Gaze - guitarra
- Mike Lewis - guitarra rítmica
- Stuart Richardson - guitarra, producción
- Ilan Rubin - tambores, percusión

## Puesto
| Chart                  | Peak |
| ---------------------- | ---- |
| Australian Album Chart | 49   |
| Greek Album Chart      | 18   |
| Irish Album Charts     | 42   |
| UK Album Charts        | 3    |
| UK Indie Chart         | 1    |